# 하랄드 힐디톤

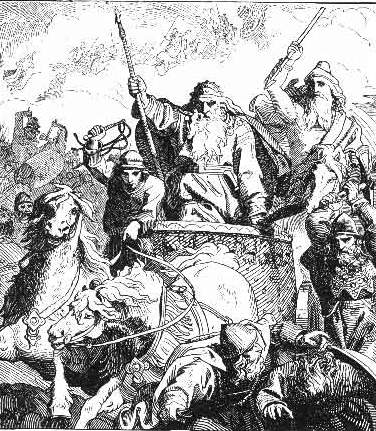
브라벨리르 전투에서 싸우는 하랄드 힐디톤.

하랄드 힐디톤(고대 노르드어: Haraldr hilditǫnn, 스웨덴어: Harald Hildetand, 덴마크어: Harald Hildetand, 노르웨이어: Harald Hildetann)은 8세기-9세기의 스웨덴, 덴마크, 노르웨이의 왕이었다고 하는 전설적 인물이다. 덴마크 문헌 레이레의 연대기에 따르면 하랄드 힐디톤의 제국은 지중해까지 이르렀다고 한다.

## 이름
"힐디톤"은 "전쟁이빨(wartooth)"이라는 뜻이다. 삭소 그라마티쿠스는 데인인의 사적에서 왜 이런 별명이 붙었는지에 관해 두 가지 설을 제시하고 있다. 우선 하랄드가 스카니아 영주 베세티(Veseti)와 싸우던 와중 이빨 두 개를 잃었는데 이빨이 빠진 그 자리에서 새 이빨이 돋았던 것이 유래라고 한다. 삭소는 여기 더하여 하랄드가 덧니였던 것이 유래가 아닐까 의견을 서술해 놓았다. 한편 오늘날의 학자들은 이것이 "전쟁영웅(war hero)"에서 비롯된 것이라고 보고 있다.

## 가계
모든 문헌에서 하랄드 힐디톤은 이바르 비드파드미의 외손자이며 이바르의 딸 아우드 인 듀푸드가의 아들이라고 한다(단 헤르보르의 사가에서는 아우드의 이름이 알프힐드라고 한다). 고대의 어떤 왕들에 대한 사가, 냘의 사가, 휜들라의 시에 따르면 하랄드의 아버지는 셸란의 왕 흐레케르 슬롱반바우기라고 한다. 고대의 어떤 왕들의 사가에서는 흐레케르가 죽은 뒤 아우드가 가르다리키 왕 라드바르드와 재혼하여 란드베르를 낳았다고 한다. 반면 헤르보르의 사가에서는 하랄드와 란드베르가 모두 발다르와 알프힐드 사이에 태어난 동복형제다.
냘의 사가에서는 하랄드에게 트란드 힌 가믈리(Þrándr hinn gamli)라는 아들이 있었다고 하며, 트란드가 사가 등장인물 중 한 명의 조상이라고 설정되어 있다. 고대의 어떤 왕들의 사가에서도 하랄드에게 트란드 힌 가믈리라는 아들이 있으며, 거기 더해 흐레케르 슬롱반바우기라는 이름(즉 조부와 이름이 같음)의 둘째아들이 있었다고 한다. 식민의 서에 따르면 하랄드의 아들 흐레케르에게 토롤프 바가네프(Þórólfr Váganef)라는 아들이 있었고, 토롤프에게는 베문드(Vémundr)라는 아들이 있었다. 베문드는 발가르두르(Valgarður)의 아버지이며, 발가르두르는 흐라픈 헤임스키(Hrafn heimski)의 아버지이다. 흐라픈 헤임스키는 아이슬란드에 최초로 정착한 사람 중 한 명으로, 그가 정착한 곳이 라웅가우르바들라시슬라라고 한다.
삭소 그라마티쿠스의 데인인의 사적에는 이바르 비드파드미가 등장하지 않으며, 하랄드 힐디톤의 가계에 관해 두 가지 서로 다른 이야기가 적혀 있다. 우선 하랄드는 스카니아의 군장 보르카르(Borkar)와 그로(Gro)라는 여자 사이에 태어난 아들이라는 내용이 적혀 있다. 책의 뒷부분에 가면 삭소가 앞에서 이 이야기를 했던 것을 잊어버렸는지 하랄드가 보르카르의 아들 할프단(Halfdan)과 귀리드(Gyrid)라는 여자 사이에 태어난 아들이라고 적어 두었다. 귀리드는 스쿌둥 가의 마지막 생존자 중 한 명이라고 한다.
16세기 덴마크 사람 아릴드 흐비트펠트는 하랄드의 아버지가 셸란의 뢰레크(Rørek) 왕이라고 했다. 뢰레크는 600년대 말엽의 스카니아 왕 이바르 비드파드미의 사위였는데, 이바르가 뢰레크를 살해했다고 한다. 이후 이바르 비드파드미가 죽자 하랄드 힐디톤이 왕이 되었고 오래도록 재위하며 덴마크 전역, 노르웨이의 베스트폴, 스웨덴 남부 전역을 아우르는 왕이 되었다고 한다. 또 서로는 잉글랜드의 노섬벌랜드, 동으로는 에스토니아도 정복했다.

## 생애
고대의 어떤 왕들에 대한 사가에 따르면, 하랄드 힐디톤은 가르다리키에 살다가 외조부 이바르 비드파드미가 죽자 가르다리키를 떠나 셸란으로 가서 왕이 되었다. 이후 외가가 다스리던 스카니아로 가서 환대를 받고 많은 병력을 동원해 그들을 도와주었다. 그리고 스웨덴 왕위를 계승하겠다며 함대를 몰고 스웨덴으로 갔는데, 많은 소왕국들의 왕들이 이바르에게 빼앗겼던 왕위를 되찾겠다고 몰려와 있었다. 소왕국 왕들은 15세에 불과한 하랄드를 상대하기 쉬울 것이라 생각했지만 하랄드는 그들을 꺾고 외조부의 영토를 물려받았다. 하랄드는 정복전쟁으로 외조부보다 더 많은 땅을 손에 넣었으며, 덴마크와 스웨덴을 통틀어 그에게 복속되거나 조공을 바치지 않은 왕이 없었다. 하랄드는 할프단 스냘리의 땅이었다가 나중에 이바르의 땅이 되었던 잉글랜드의 땅들도 손에 넣고 거기에 소왕국과 야를들을 설치해 조공을 바치게 했다. 또 효르바르드 윌핑의 아들 효르문드를 외스테르예틀란드 왕으로 봉했다.
헤르보르의 사가에서도 하랄드가 외조부의 영토를 되찾았다고 하지만, 정복을 시작한 곳이 셸란이 아니고 예탈란드(또는 판본에 따라 고틀란드)라고 한다.
데인인의 사적은 고대의 어떤 왕들의 사가와 같이 셸란에서부터 정복이 시작되었다고 한다
노쇠한 하랄드는 자신이 곧 죽을 것임을 알고 스웨덴의 제후왕 시구르드 흐링그에게 거대한 마지막 전투를 벌이자고 제안했다. 브라벨리르의 습원지대가 전장으로 선택되었다. 이것이 전설적인 브라벨리르 전투이다. 하랄드는 침대에 누워 죽어서 니플헤임에 떨어지기보다 이 전투에서 죽어서 발홀로 승천할 수 있기를 바랬다. 시구르드가 먼저 전장에 도착해서 하랄드의 덴마크군이 도착하기를 기다렸다. 이때 카테가트 해협에 배들이 얼마나 많이 들어찼는지 배들 사이를 넘나들며 셸란에서 스카니아까지 걸어서 바다를 건널 수 있을 정도였다. 하랄드와 시구르드 양자는 전사들을 독려하며 후퇴 없이 진격만을 명했다. 나팔소리가 울려퍼지자 전투가 개시되었다. 수많은 전사들이 검을 뽑고 창과 화살을 날리며 싸웠다. 스테르코드(Stærkod)는 시구르드의 편에 서서 싸우며 가장 먼저 프리지아 사람 우베(Ubbe)와 맞붙어 그에게 여섯 개의 상처를 입혔다. 그 다음으로 스테르코드는 베보르그(Vegorg)라는 여전사와 맞붙었다. 베보르그는 스테르코드의 얼굴을 직격하여 그의 수염이 덜렁거리게 만들었다. 스테르코드는 수염을 입에 물고 계속 싸웠다. 그리고 스테르코드는 비스네(Visne)라는 여전사와 맞붙었다. 비스네가 죽을 준비를 하라며 스테르코드에게 소리를 질렀다. 스테르코드는 비스네에게서 하랄드 왕의 군기를 빼앗기 전까지는 죽을 수 없다고 대답하고 그녀의 손을 쳐서 잘라냈다.
시력까지 상실한 노왕 하랄드는 양손에 한자루씩 검을 들고 난장판 속으로 돌진했다. 그는 많은 적을 죽이고 그 자신도 죽었다. 혹자는 오딘이 직접 하랄드의 목숨을 거두어 갔다고도 했다. 이 전투에서 왕들만 15명이 죽었고 자유민이 30,000 여명 죽었다. 하랄드가 죽었다는 소식을 들은 시구르드는 그 즉시 싸움을 멈추라는 신호를 보냈다. 다음날 시구르드는 하랄드의 시체를 찾아내 그의 군마와 함께 화장했다. 시구르드가 타오르는 불 앞에 섰고 모든 군장들이 앞으로 나와 불 속으로 무기와 황금을 던져넣었다. 하랄드가 죽은 날은 770년 또는 772년에 그 아들 뢰레크가 시구르드와 싸우다 죽었던 날과 같은 날이었다고 한다.
하랄드의 왕위는 시구르드가 계승했고, 시구르드는 라그나르 로드브로크의 아버지다.

## 같이 보기
- 사고코눙가르